# Nikolaus Fiebiger
Nikolaus Fiebiger (* 7. August 1922 in Langseifersdorf im Eulengebirge, Schlesien; † 6. April 2014 in Uttenreuth) war ein deutscher Kernphysiker. Er war von 1975 bis 1990 Präsident der Friedrich-Alexander-Universität Erlangen-Nürnberg.

## Leben
Nikolaus Fiebiger legte 1940 seine Reifeprüfung ab. Nach Arbeitsdienst, Wehrdienst bei der Luftwaffe und Kriegsgefangenschaft studierte er ab 1947 Physik an der TH Stuttgart. Nach einer Unterbrechung durch eine Berufstätigkeit bei der Firma Bosch war er ab 1951 am Hochspannungslabor Hechingen in der Abteilung des MPI für Physik der Stratosphäre beschäftigt und machte 1954 sein Diplom. 1957 wurde er an der TH Stuttgart promoviert. Ab 1957 war er Assistent am Institut für Kernphysik in Frankfurt/Main. Im Sommer 1957 war er zu einem US-Aufenthalt in Los Angeles, von 1960 bis 1962 war er im Brookhaven National Laboratory. 1963 habilitierte er in Frankfurt/Main.
1966 übernahm Nikolaus Fiebiger den neu gegründeten Lehrstuhl für Experimentalphysik (Kernphysik) an der Universität Erlangen-Nürnberg. Sein wissenschaftliches Interesse galt vor allem der experimentellen Kernphysik, insbesondere mit Neutronenstrahlen. Doch bereits 1969 wurde er zum Rektor der Universität gewählt. Dieses Amt übte er bis 1972 aus, anschließend war er bis 1973 als Prorektor tätig. Als Präsident führte er die Universität Erlangen-Nürnberg von 1975 bis zu seiner Emeritierung im Jahr 1990. „Als Präsident leistete der Physiker … entscheidende Beiträge zum Auf- und Ausbau der im Jahr 1966 gegründeten Technischen Fakultät, zur Ansiedlung der beiden Fraunhofer-Institute sowie zur Förderung der Mikroelektronik in Erlangen.“
Daneben nahm Fiebiger zahlreiche ehrenamtliche Positionen ein. So war er unter anderem Vizepräsident der Westdeutschen Rektorenkonferenz (1973–1975 und 1977–1979), Mitglied des HIS-Aufsichtsrats (Hochschul-Informations-System) Hannover (seit 1978), Federführender der Bayerischen Rektorenkonferenz (1982–1990), Gründungsvorsitzender und später Vorsitzender des Wissenschaftlich-Technischen Beirats der Bayerischen Staatsregierung (1988–1993) und Geschäftsführer der Bayerischen Forschungsstiftung (1993–1998). Fiebiger war der Initiator des Planes zur Sicherung und Förderung des wissenschaftlichen Nachwuchses, der als „der Fiebiger-Plan“ bezeichnet wird.

## Ehrungen
- 1972: Bayerischer Verdienstorden[2]
- 1990: Großes Bundesverdienstkreuz[2]
- 1990: Ehrenbürger der Stadt Erlangen[8]
- 1991: Staatsmedaille für besondere Verdienste um die bayerische Wirtschaft[5]
- 1991: Europa-Medaille des Freistaates Bayern[5]
- 1993: Helmut-Volz-Medaille der FAU Erlangen[9][10]
- 1993: Ehrensenator der TU München[11]
- 1997: Ehrendoktor der Technischen Fakultät der FAU Erlangen[9][12]
- 2001: Nikolaus-Fiebiger-Zentrum für Molekulare Medizin der FAU Erlangen wird nach ihm benannt[3]
- 2002: Ehrenmitglied der Fraunhofer-Gesellschaft[3]
- 2005: Fraunhofer-Medaille[3]